# Lökbatan
Lökbatan ist eine Siedlung in Aserbaidschan.
Die Siedlung liegt im Stadtbezirk (Rayon) Qaradağ von Aserbaidschans Hauptstadt Baku auf der Südseite der Abşeron-Halbinsel nahe der Küste des Kaspischen Meers. Die Bahnstrecke Poti–Baku und die Fernstraße M2 laufen südlich an dem Ort vorbei.
Außer dem Hauptort Lökbatan umfasst die Siedlung auch die Ortsteile Heybat östlich des Hauptorts und Shubani auf einem Höhenzug nordöstlich des Hauptorts. Südwestlich des Hauptorts liegt der Schlammvulkan Lökbatan.
Der Ort entstand im Rahmen des Ölbooms von Baku Anfang des 20. Jahrhunderts. Gemäß der Bevölkerungszählung 1989 hatte der Ort 23.365 Einwohner, darunter 11.437 Männer und 11.928 Frauen. Einer Berechnung für 2008 zufolge betrug die Einwohnerzahl 33,245.
Der Olympia-Sportkomplex Lökbatan, ein Mehrzweckstadion, dient als Heimstadion für den Fußballclub Qaradağ Lökbatan FK.